# Oedipina collaris
Oedipina collaris är en groddjursart som först beskrevs av Leonhard Hess Stejneger 1907.  Oedipina collaris ingår i släktet Oedipina och familjen lunglösa salamandrar. IUCN kategoriserar arten globalt som otillräckligt studerad. Inga underarter finns listade i Catalogue of Life.